# Hugh Robert Mill
Hugh Robert Mill (28 de mayo de 1861 - 5 de abril de 1950) fue un meteorólogo y geógrafo británico que influyó de forma significativa en la reforma de la enseñanza de la geografía, y en el desarrollo de la meteorología como ciencia. Educado en Escocia, se graduó en la Universidad de Edimburgo en 1883. En 1892 fue nombrado bibliotecario de la Royal Geographical Society de Londres, cargo que ocupó durante la participación de la sociedad en las principales expediciones antárticas británicas de fines del siglo XIX y principios del XX. Fue un amigo y confidente de Scott, Shackleton, y especialmente de William Speirs Bruce, que dirigió la Expedición Antártica Nacional Escocesa, 1902-1904. Empujó a Bruce a abandonar la medicina para dedicarse a la investigación polar, recomendándole a la Expedición Ballenera Dundee a la Antártida, 1892-1893, así como a otras expediciones árticas. En 1923 produjo el primer largometraje biográfico de Shackleton. 
En honor de Mill se le dio su nombre al glaciar Mill, un afluente del glaciar Beardmore en 85°10′S 168°30′E / -85.167, 168.500